# Omolicna anastomosis
Omolicna anastomosis är en insektsart som beskrevs av Caldwell 1944. Omolicna anastomosis ingår i släktet Omolicna och familjen Derbidae. Inga underarter finns listade i Catalogue of Life.